# Hedvig Nenzén
Hedvig Maria Nenzén, född 12 december 1880 i Jönköping, död  18 maj 1962 i Danderyd, var en svensk skådespelare och författare. 
Föräldrar var redaktören Oscar Nenzén och Edla Ekström. Hon var gift med skådespelaren Wilhelm Haquinius.

## Filmografi (urval)
- 1913 – De lefvande dödas klubb
- 1914 – Prästen
- 1917 – Miljonarvet

## Teater

### Roller (ej komplett)
| År   | Roll          | Produktion                                              | Regi          | Teater                     |
| ---- | ------------- | ------------------------------------------------------- | ------------- | -------------------------- |
| 1906 | Regina        | Regina von Emmeritz Zacharias Topelius                  | Karl Hedberg  | Svenska teatern, Stockholm |
| 1906 |               | Flyttfåglar Maurice Donnay och Lucien Descaves          |               | Svenska teatern, Stockholm |
| 1915 | Jeanette      | En fiffikus Paul Frank                                  | Justus Hagman | Vasateatern                |
| 1922 | Fru de Cambes | Äventyret Gaston Arman de Caillavet och Robert de Flers | Karl Hedberg  | Dramaten                   |
| 1926 |               | Kärlekstokar och abborrkrokar! Hedvig Nenzén            |               | Klippans sommarteater      |

### Varia
- Les Ballets suédois dans l'art contemporain. Paris: Editions du Trainon. 1931. Libris 10409116 - Medverkan.
- Huset, där de femhundratusen bo. Svenska biblioteket Fri läsning, 99-1979328-0 ; 19. Stockholm: Lärarinneförbundet. 1932. Libris 1368934